# Клімат Польщі

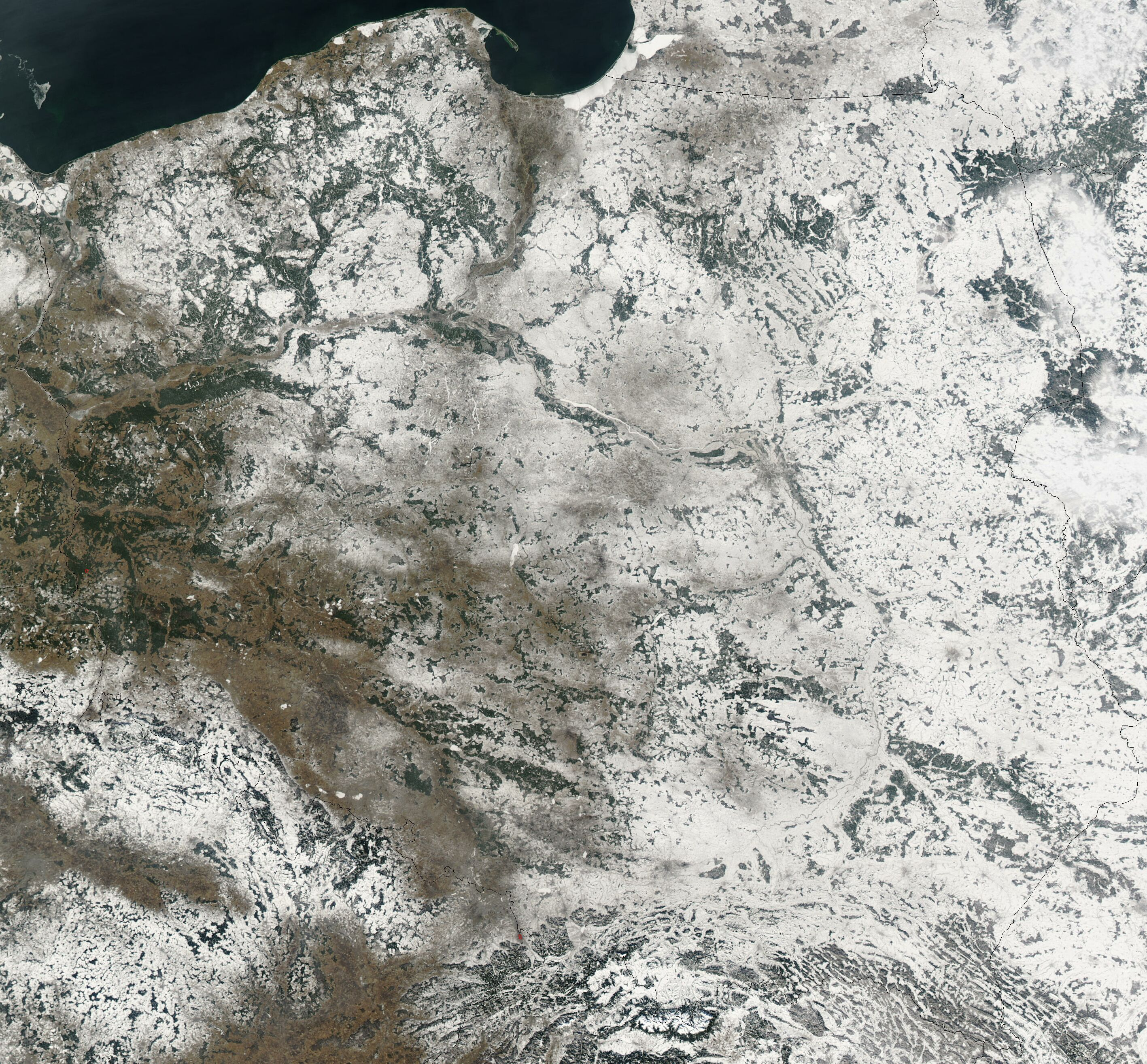
Польща з космосу у грудні 2003 року

Клімат країни помірний, перехідний від морського до континентального. Сніг лежить до трьох місяців на рік. У північних та західних районах переважає помірний морський клімат із прохолодним літом та великою кількістю опадів. На сході панує континентальний клімат із спекотним сухим літом. Кліматичні особливості Польщі визначаються її положенням в зоні циркуляції повітряних мас, що формуються над Атлантичним океаном, і сухого континентального повітря помірних широт і тропіків Євразії.
У верхній частині Судетів та Карпат спостерігаються ознаки гірського клімату.

## Температура
Влітку середня температура становить +17°С на узбережжі, до 19,3°С в Нижній Сілезії і в безпосередній близькості від Тарнова. Взимку, приблизно, від 0°С Свіноуйсьце; −1°С в Сілезькій низовині, воєводстві Любуському та балтійському узбережжі; −3°С у Варшаві; нижче −5°С в регіоні Сувалки. Середньорічна температура коливається від +9°С (поблизу Вроцлава, Легниці і Зелена Гура) до +6°С (в регіоні Сувалки).
У Польщі можна виділити 6 сезонів зміни погоди на рік, що незвично для інших європейських країн. Два додаткові сезони з'являються перед початком зими та перед початком весни, тому часто календар виявляється порушеним.
Передвесняний сезон приходить в кінці лютого — початку березня та триває близько місяця. Це відносна прохолодна пора з температурою від 0 до -5°С. Потім настає весна, триває близько двох місяців. Через 4 місяці приходить осінь, і температура відразу може впасти до +5°С. У Польщі, як і в багатьох інших країнах, є «бабине літо». Знову стає тепло, літає павутина. Початок зими наступає, коли все листя вже лежить на землі. Температура досягає -5°С. Цей період триває півтора місяця. Потім приходить зима з морозами та ожеледицею.

## Опади
Річна кількість опадів становить близько 600 мм, найнижча, близько 500 мм, відмічена на Куяви, яка пов'язана з розташуванням в цій місцевості значної кількості озер, а за винятком найвищих гірських місцин, було відмічено в середній частині узбережжя і на Сілезькій височині — близько 750—800 мм опадів на рік.
Число днів зі сніговим покровом змінюється і збільшується в міру пересування циклону на схід країни. На Щецинській низовині, Любуських землях і Нижній Сілезії сніговий покрив лежить менш ніж 40 днів на рік, в центрі Польщі — близько 60 днів, а в районі Сувалки — більше 100 днів. Спекотні дні з максимальною температурою вище 25 °С спостерігаються не часто, в період з квітня по вересень, іноді в жовтні.
Вегетаційний період триває в середньому 180—190 днів на північному сході країни і до 235 днів в районі Слубіце, Глогува і Вроцлава.

## Кліматограми найбільших міст
| Клімат Варшава          | Клімат Варшава | Клімат Варшава | Клімат Варшава | Клімат Варшава | Клімат Варшава | Клімат Варшава | Клімат Варшава | Клімат Варшава | Клімат Варшава | Клімат Варшава | Клімат Варшава | Клімат Варшава | Клімат Варшава |
| Показник                | Січ.           | Лют.           | Бер.           | Квіт.          | Трав.          | Черв.          | Лип.           | Серп.          | Вер.           | Жовт.          | Лист.          | Груд.          | Рік            |
| Середня температура, °C | −3             | −2,3           | 1,7            | 8,2            | 14,0           | 17,6           | 19,3           | 18,3           | 14,0           | 8,2            | 2,9            | −0,5           | 8,2            |
| ----------------------- | -------------- | -------------- | -------------- | -------------- | -------------- | -------------- | -------------- | -------------- | -------------- | -------------- | -------------- | -------------- | -------------- |

| Клімат Кракова (норма 1981−2010) | Клімат Кракова (норма 1981−2010) | Клімат Кракова (норма 1981−2010) | Клімат Кракова (норма 1981−2010) | Клімат Кракова (норма 1981−2010) | Клімат Кракова (норма 1981−2010) | Клімат Кракова (норма 1981−2010) | Клімат Кракова (норма 1981−2010) | Клімат Кракова (норма 1981−2010) | Клімат Кракова (норма 1981−2010) | Клімат Кракова (норма 1981−2010) | Клімат Кракова (норма 1981−2010) | Клімат Кракова (норма 1981−2010) | Клімат Кракова (норма 1981−2010) |
| Показник                         | Січ.                             | Лют.                             | Бер.                             | Квіт.                            | Трав.                            | Черв.                            | Лип.                             | Серп.                            | Вер.                             | Жовт.                            | Лист.                            | Груд.                            | Рік                              |
| Середня температура, °C          | −2                               | −0,6                             | 3,3                              | 8,8                              | 14,4                             | 17,0                             | 19,2                             | 18,4                             | 13,8                             | 9,1                              | 3,4                              | −0,7                             | 8,7                              |
| -------------------------------- | -------------------------------- | -------------------------------- | -------------------------------- | -------------------------------- | -------------------------------- | -------------------------------- | -------------------------------- | -------------------------------- | -------------------------------- | -------------------------------- | -------------------------------- | -------------------------------- | -------------------------------- |
| Джерело: «Погода и климат»       |                                  |                                  |                                  |                                  |                                  |                                  |                                  |                                  |                                  |                                  |                                  |                                  |                                  |

| Клімат міста Лодзь      | Клімат міста Лодзь | Клімат міста Лодзь | Клімат міста Лодзь | Клімат міста Лодзь | Клімат міста Лодзь | Клімат міста Лодзь | Клімат міста Лодзь | Клімат міста Лодзь | Клімат міста Лодзь | Клімат міста Лодзь | Клімат міста Лодзь | Клімат міста Лодзь | Клімат міста Лодзь |
| Показник                | Січ.               | Лют.               | Бер.               | Квіт.              | Трав.              | Черв.              | Лип.               | Серп.              | Вер.               | Жовт.              | Лист.              | Груд.              | Рік                |
| Середня температура, °C | −1,2               | −0,1               | 4,2                | 9,3                | 13,9               | 18,4               | 20                 | 20,5               | 15,8               | 10,5               | 5,5                | 1,7                | 9,65               |
| ----------------------- | ------------------ | ------------------ | ------------------ | ------------------ | ------------------ | ------------------ | ------------------ | ------------------ | ------------------ | ------------------ | ------------------ | ------------------ | ------------------ |

| Клімат Гданьска (норма 1981−2010)                | Клімат Гданьска (норма 1981−2010) | Клімат Гданьска (норма 1981−2010) | Клімат Гданьска (норма 1981−2010) | Клімат Гданьска (норма 1981−2010) | Клімат Гданьска (норма 1981−2010) | Клімат Гданьска (норма 1981−2010) | Клімат Гданьска (норма 1981−2010) | Клімат Гданьска (норма 1981−2010) | Клімат Гданьска (норма 1981−2010) | Клімат Гданьска (норма 1981−2010) | Клімат Гданьска (норма 1981−2010) | Клімат Гданьска (норма 1981−2010) | Клімат Гданьска (норма 1981−2010) |
| Показник                                         | Січ.                              | Лют.                              | Бер.                              | Квіт.                             | Трав.                             | Черв.                             | Лип.                              | Серп.                             | Вер.                              | Жовт.                             | Лист.                             | Груд.                             | Рік                               |
| Середня температура, °C                          | −1,5                              | −1,5                              | 1,1                               | 5,1                               | 9,1                               | 15,0                              | 15,6                              | 14,7                              | 13,0                              | 7,6                               | 3,4                               | −0,9                              | 8,3                               |
| ------------------------------------------------ | --------------------------------- | --------------------------------- | --------------------------------- | --------------------------------- | --------------------------------- | --------------------------------- | --------------------------------- | --------------------------------- | --------------------------------- | --------------------------------- | --------------------------------- | --------------------------------- | --------------------------------- |
| Джерело: http://www.stat.gov.pl/cps/rde/xchg/gus |                                   |                                   |                                   |                                   |                                   |                                   |                                   |                                   |                                   |                                   |                                   |                                   |                                   |

| Клімат Познані (норма 1981−2010) | Клімат Познані (норма 1981−2010) | Клімат Познані (норма 1981−2010) | Клімат Познані (норма 1981−2010) | Клімат Познані (норма 1981−2010) | Клімат Познані (норма 1981−2010) | Клімат Познані (норма 1981−2010) | Клімат Познані (норма 1981−2010) | Клімат Познані (норма 1981−2010) | Клімат Познані (норма 1981−2010) | Клімат Познані (норма 1981−2010) | Клімат Познані (норма 1981−2010) | Клімат Познані (норма 1981−2010) | Клімат Познані (норма 1981−2010) |
| Показник                         | Січ.                             | Лют.                             | Бер.                             | Квіт.                            | Трав.                            | Черв.                            | Лип.                             | Серп.                            | Вер.                             | Жовт.                            | Лист.                            | Груд.                            | Рік                              |
| Середня температура, °C          | −0,9                             | 0,2                              | 3,5                              | 8,5                              | 14                               | 16,6                             | 18,9                             | 18,3                             | 13,8                             | 8,9                              | 3,7                              | 0,2                              | 8,8                              |
| -------------------------------- | -------------------------------- | -------------------------------- | -------------------------------- | -------------------------------- | -------------------------------- | -------------------------------- | -------------------------------- | -------------------------------- | -------------------------------- | -------------------------------- | -------------------------------- | -------------------------------- | -------------------------------- |

| Клімат Вроцлава (норма 1981−2010) | Клімат Вроцлава (норма 1981−2010) | Клімат Вроцлава (норма 1981−2010) | Клімат Вроцлава (норма 1981−2010) | Клімат Вроцлава (норма 1981−2010) | Клімат Вроцлава (норма 1981−2010) | Клімат Вроцлава (норма 1981−2010) | Клімат Вроцлава (норма 1981−2010) | Клімат Вроцлава (норма 1981−2010) | Клімат Вроцлава (норма 1981−2010) | Клімат Вроцлава (норма 1981−2010) | Клімат Вроцлава (норма 1981−2010) | Клімат Вроцлава (норма 1981−2010) | Клімат Вроцлава (норма 1981−2010) |
| Показник                          | Січ.                              | Лют.                              | Бер.                              | Квіт.                             | Трав.                             | Черв.                             | Лип.                              | Серп.                             | Вер.                              | Жовт.                             | Лист.                             | Груд.                             | Рік                               |
| Середня температура, °C           | −0,7                              | 0,5                               | 3,9                               | 8,9                               | 14,1                              | 16,8                              | 18,9                              | 18,5                              | 13,9                              | 9,3                               | 4,0                               | 0,4                               | 9,0                               |
| --------------------------------- | --------------------------------- | --------------------------------- | --------------------------------- | --------------------------------- | --------------------------------- | --------------------------------- | --------------------------------- | --------------------------------- | --------------------------------- | --------------------------------- | --------------------------------- | --------------------------------- | --------------------------------- |
| Джерело: «Погода и климат»        |                                   |                                   |                                   |                                   |                                   |                                   |                                   |                                   |                                   |                                   |                                   |                                   |                                   |